# آب (فیلم ۱۳۵۳)
آب فیلمی به کارگردانی و نویسندگی حبیب کاووش محصول سال ۱۳۵۳ است.

## خلاصه داستان
توفیق مرد پولداری است که تعداد زیادی بشکه و گاری برای توزیع آب دارد و برای حفظ منافع خود از طریق توزیع انحصاری آب، از هر کوششی توسط دیگران در این زمینه جلوگیری می‌کند اما جوانی بنام مسلم در برابر او قد علم می‌کند و می‌کوشد به‌وسیله گاری کوچکش با او رقابت کند. توفیق، توطئه و اشکال‌تراشی را برای از میدان بدر بردن مسلم آغاز می کند. ابتدا با تهدید و سپس شکستن گاری او، کتک زدن و مجروح کردنش، کشتن اسب گاریش و ... مسلم با تشویق همسرش همچنان ایستادگی می کند. توفیق وقتی که می بیند مسلم به کارش ادامه می‌دهد و موقعیت او را به خطر می‌اندازد، مسلم را می‌کشد و خودش نیز به قتل می‌رسد. از آن پس، مردم به آسانی به آب دسترسی دارند.

## بازیگران
- سعید راد
- جمشید مشایخی
- سپیده
- میرمحمد تجدد
- اصغر سمسارزاده
- سیامک اطلسی
- سعید امیرسلیمانی
- فرهاد حمیدی
- مرتضی حاج سید احمدی

## نقد و بررسی
فیلم، می‌کوشد نشان دهد که جدا از فیلم‌های فارسی رایج در زمان خود است. در فیلم، ظالم و مظلوم وجود دارد و فیلمساز می خواهد آن را در سطحی وسیع تعمیم دهد. نیز ادعا شده که به همین دلیل، نیم ساعت از فیلم در رژیم گذشته سانسور شده است. البته، دستمایه دارای چنین قابلیتهایی است اما فیلم در حلاجی شخصیت‌ها و حوادث در حد چنین ادعایی موفقیت به‌دست نمی‌آورد.

## حاشیه ها
آب نخستین فیلم سازنده‌اش است. این فیلم که حدود دو سال پس از آماده شدنش به نمایش درآمد، باعث درگیری سازنده با نویسنده فیلمنامه احمد محمود شد؛ زیرا محمود معتقد بود که کاوش، فیلم نوشته او را با ساخته‌اش، لوث کرده است.